# Batalha de Kawasaki
A Batalha de Kawasaki foi a primeira grande batalha da Primeira Guerra dos Nove Anos (Guerra Zenkunen) (1051-1063). Ela foi travada entre as forças do Clã Abe , liderado por Abe no Sadato , e as do Clã Minamoto , que atuaram como agentes da Corte Imperial,  lideradas por Minamoto no Yoriyoshi e seu filho Yoshiie.
Grande parte da batalha ocorreu durante uma tempestade de neve, e consistiu de assaltos dos Minamoto ao exército de 4000 guerreiros entrincheirado de Sadato. No final, os Minamoto foram expulsos, devido a uma combinação da resistência dos Abe e das condições climáticas, e foram perseguidos através da nevasca por Sadato e seus homens .